# Leichtathletik-Europameisterschaften 1994/Dreisprung der Frauen

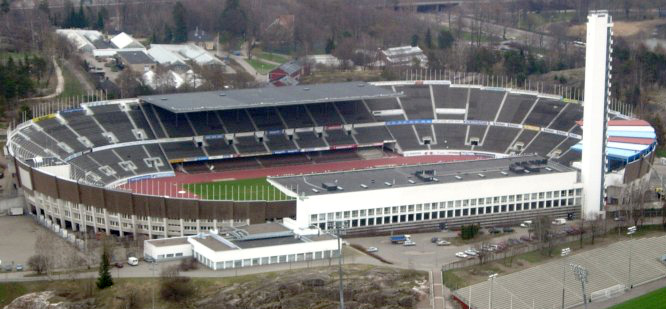
Das Olympiastadion von Helsinki im Jahr 2005

Der Dreisprung der Frauen bei den Leichtathletik-Europameisterschaften 1994 wurde am 7. und 8. August 1994 im Olympiastadion der finnischen Hauptstadt Helsinki ausgetragen.
Dieser Wettbewerb stand als Frauendisziplin bei einer Europameisterschaft erstmals auf dem Programm. Seine Premiere bei einer großen internationalen Meisterschaft hatte es für den Frauendreisprung bei den Weltmeisterschaften 1993 gegeben.
Die russischen Dreispringerinnen errangen hier einen Doppelsieg. Europameisterin wurde die amtierende Weltmeisterin und Weltrekordinhaberin Anna Birjukowa. Sie gewann vor Inna Lassowskaja. Bronze ging an die Ukrainerin Inessa Krawez, die vier Tage später den zweiten Platz im Weitsprung erreichte.

## Bestehende Rekorde
| Weltrekord           | 15,09 m                            | Anna Birjukowa                     | WM Stuttgart, Deutschland          | 21. August 1993                    |
| Europarekord         | 15,09 m                            | Anna Birjukowa                     | WM Stuttgart, Deutschland          | 21. August 1993                    |
| Meisterschaftsrekord | Wettbewerb erstmals im EM-Programm | Wettbewerb erstmals im EM-Programm | Wettbewerb erstmals im EM-Programm | Wettbewerb erstmals im EM-Programm |

Folgende EM-Rekorde wurden aufgestellt:
- 14,33 m – Inna Lassowskaja (Russland), Qualifikationsgruppe A, 7. August bei einem Rückenwind von 1,7 m/s
- 14,89 m – Anna Birjukowa (Russland), Finale, 8. August, erster Versuch bei einem Rückenwind von 1,1 m/s

## Doping
In diesem Wettbewerb musste eine Athletin wegen Dopingmissbrauchs disqualifiziert werden. Die zunächst viertplatzierte Bulgarin Sofia Boschanowa wurde positiv getestet auf das Amphetamin Mesocarb. Die auf den Rängen ab fünf liegenden Dreispringerinnen rückten in der Ergebnisliste anschließend um jeweils einen Rang nach vorne.
Auswirkungen hatte Boschanowas Dopingbetrug vor allem auf zwei Teilnehmerinnen:
- Die in der Qualifikation ausgeschiedene Italienerin Barbara Lah wäre im Finale startberechtigt gewesen.
- Der zunächst neuntplatzierten Deutschen Helga Radtke hätten im Finale drei weitere Versuche zugestanden.

## Windbedingungen
In den folgenden Ergebnisübersichten sind die Windbedingungen zu den jeweils besten Sprüngen benannt. Der erlaubte Grenzwert liegt bei zwei Metern pro Sekunde. Bei stärkerer Windunterstützung wird die Weite für den Wettkampf gewertet, findet jedoch keinen Eingang in Rekord- und Bestenlisten.

## Legende
Kurze Übersicht zur Bedeutung der Symbolik – so üblicherweise auch in sonstigen Veröffentlichungen verwendet:
| CR  | Championshiprekord                                     |
| NM  | keine Weite (no mark)                                  |
| ogV | ohne gültigen Versuch                                  |
| DNS | nicht am Start (did not start)                         |
| DOP | wegen Dopingvergehens disqualifiziert                  |
| w   | Windunterstützung über dem zulässigen Wert von 2,0 m/s |
| x   | ungültig                                               |

## Qualifikation
7. August 1994
25 Wettbewerberinnen traten in zwei Gruppen zur Qualifikationsrunde an. Acht von ihnen (hellblau unterlegt) übertrafen die Qualifikationsweite für den direkten Finaleinzug von 13,85 m. Damit war die Mindestzahl von zwölf Finalteilnehmerinnen nicht erreicht. Das Finalfeld wurde mit den vier nächstplatzierten Sportlerinnen (hellgrün unterlegt) auf zwölf Springerinnen aufgefüllt. So reichten für die Finalteilnahme schließlich 13,64 m.

### Gruppe A
| Platz | Name               | Nation         | Weite (m) | Wind (m/s) |
| ----- | ------------------ | -------------- | --------- | ---------- |
| 1     | Inna Lassowskaja   | Russland       | 14,33 CR  | +1,7       |
| 2     | Inessa Krawez      | Ukraine        | 14,08     | −0,7       |
| 3     | Anna Birjukowa     | Russland       | 13,94     | −1,7       |
| 4     | Concepción Paredes | Spanien        | 13,78     | −0,2       |
| 5     | Rachel Kirby       | Großbritannien | 13,64     | +1,1       |
| 6     | Michelle Griffith  | Großbritannien | 13,64     | −0,1       |
| 7     | Betty Lise         | Frankreich     | 13,35     | −0,9       |
| 8     | Petra Laux         | Deutschland    | 13,18     | −1,3       |
| 9     | Yelena Stakhova    | Belarus        | 13,14     | +0,2       |
| 10    | Marika Salminen    | Finnland       | 12,97     | +0,2       |
| 11    | Anni Paananen      | Finnland       | 12,95     | +0,1       |
| NM    | Iwa Prandschewa    | Bulgarien      | 0ogV      |            |
| DNS   | Olympia Menelaou   | Zypern         |           |            |

### Gruppe B
| Platz | Name              | Nation         | Weite (m) | Wind (m/s)                                  |
| ----- | ----------------- | -------------- | --------- | ------------------------------------------- |
| 1     | Iolanda Tschen    | Russland       | 14,15     | +0,1                                        |
| 2     | Ramona Molzan     | Deutschland    | 13,96     | +0,6                                        |
| 3     | Rodica Petrescu   | Rumänien       | 13,89     | −0,9                                        |
| 4     | Šárka Kašpárková  | Tschechien     | 13,87     | +1,3                                        |
| 5     | Helga Radtke      | Deutschland    | 13,84     | −1,7                                        |
| 6     | Barbara Lah       | Italien        | 13,59     | +0,3 eigentlich für das Finale qualifiziert |
| 7     | Valérie Guiyoule  | Frankreich     | 13,55     | −0,2                                        |
| 8     | Ashia Hansen      | Großbritannien | 13,45     | +0,8                                        |
| 9     | Natallja Klimovez | Belarus        | 13,37     | +1,7                                        |
| 10    | Carina Kjellman   | Finnland       | 13,34     | +0,5                                        |
| 11    | Virge Naeris      | Estland        | 13,16     | −0,7                                        |
| 12    | Jeļena Blaževiča  | Lettland       | 13,02     | −1,4                                        |
| DOP   | Sofia Boschanowa  | Bulgarien      | 14,08     | für das Finale zugelassen                   |

## Finale
8. August 1994
| Platz | Name               | Nation         | Weite (m) | Wind (m/s) | Versuchsserie der Medaillengewinnerinnen     | Versuchsserie der Medaillengewinnerinnen     | Versuchsserie der Medaillengewinnerinnen     | Versuchsserie der Medaillengewinnerinnen     | Versuchsserie der Medaillengewinnerinnen     | Versuchsserie der Medaillengewinnerinnen     |
| Platz | Name               | Nation         | Weite (m) | Wind (m/s) | 1. Versuch                                   | 2. Versuch                                   | 3. Versuch                                   | 4. Versuch                                   | 5. Versuch                                   | 6. Versuch                                   |
| ----- | ------------------ | -------------- | --------- | ---------- | -------------------------------------------- | -------------------------------------------- | -------------------------------------------- | -------------------------------------------- | -------------------------------------------- | -------------------------------------------- |
| 1     | Anna Birjukowa     | Russland       | 14,89 CR  | +1,1       | 14,89                                        | x                                            | 14,84                                        | 14,49                                        | x                                            | 14,24                                        |
| 2     | Inna Lassowskaja   | Russland       | 14,85 w   | +3,1       | x                                            | 13,61                                        | 14,27                                        | 14,24                                        | 14,73                                        | 14,85                                        |
| 3     | Inessa Krawez      | Ukraine        | 14,67 w   | +2,1       | 14,28                                        | x                                            | x                                            | 14,67                                        | 13,75                                        | 14,42                                        |
| 4     | Iolanda Tschen     | Russland       | 14,48 w   | +2,2       |                                              |                                              |                                              |                                              |                                              |                                              |
| 5     | Rodica Petrescu    | Rumänien       | 14,42     | +0,8       |                                              |                                              |                                              |                                              |                                              |                                              |
| 6     | Šárka Kašpárková   | Tschechien     | 13,98     | +1,6       |                                              |                                              |                                              |                                              |                                              |                                              |
| 7     | Ramona Molzan      | Deutschland    | 13,82     | +1,6       |                                              |                                              |                                              |                                              |                                              |                                              |
| 8     | Helga Radtke       | Deutschland    | 13,77     | +0,7       | eigentlich zu 3 weiteren Sprüngen berechtigt | eigentlich zu 3 weiteren Sprüngen berechtigt | eigentlich zu 3 weiteren Sprüngen berechtigt | eigentlich zu 3 weiteren Sprüngen berechtigt | eigentlich zu 3 weiteren Sprüngen berechtigt | eigentlich zu 3 weiteren Sprüngen berechtigt |
| 9     | Concepción Paredes | Spanien        | 13,68     | −0,2       |                                              |                                              |                                              |                                              |                                              |                                              |
| 10    | Michelle Griffith  | Großbritannien | 13,60     | +0,9       |                                              |                                              |                                              |                                              |                                              |                                              |
| 11    | Rachel Kirby       | Großbritannien | 13,45     | +0,7       |                                              |                                              |                                              |                                              |                                              |                                              |
| DOP   | Sofia Boschanowa   | Bulgarien      | 14,58     |            |                                              |                                              |                                              |                                              |                                              |                                              |

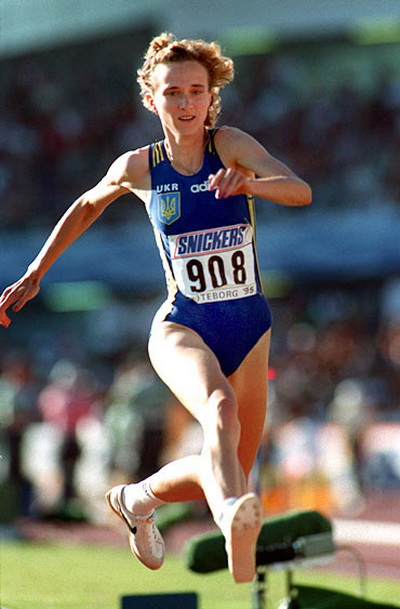
Bronzemedaillengewinnerin Inessa Krawez, vier Tage später Weitsprung-Zweite – nach einer Dopingsperre[3] wurde sie 1995 Weltmeisterin und 1996 Olympiasiegerin
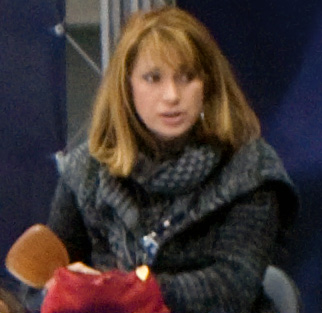
Iolanda Tschen (hier im Jahr 2010), Vizeweltmeisterin von 1993, erreichte Platz vier
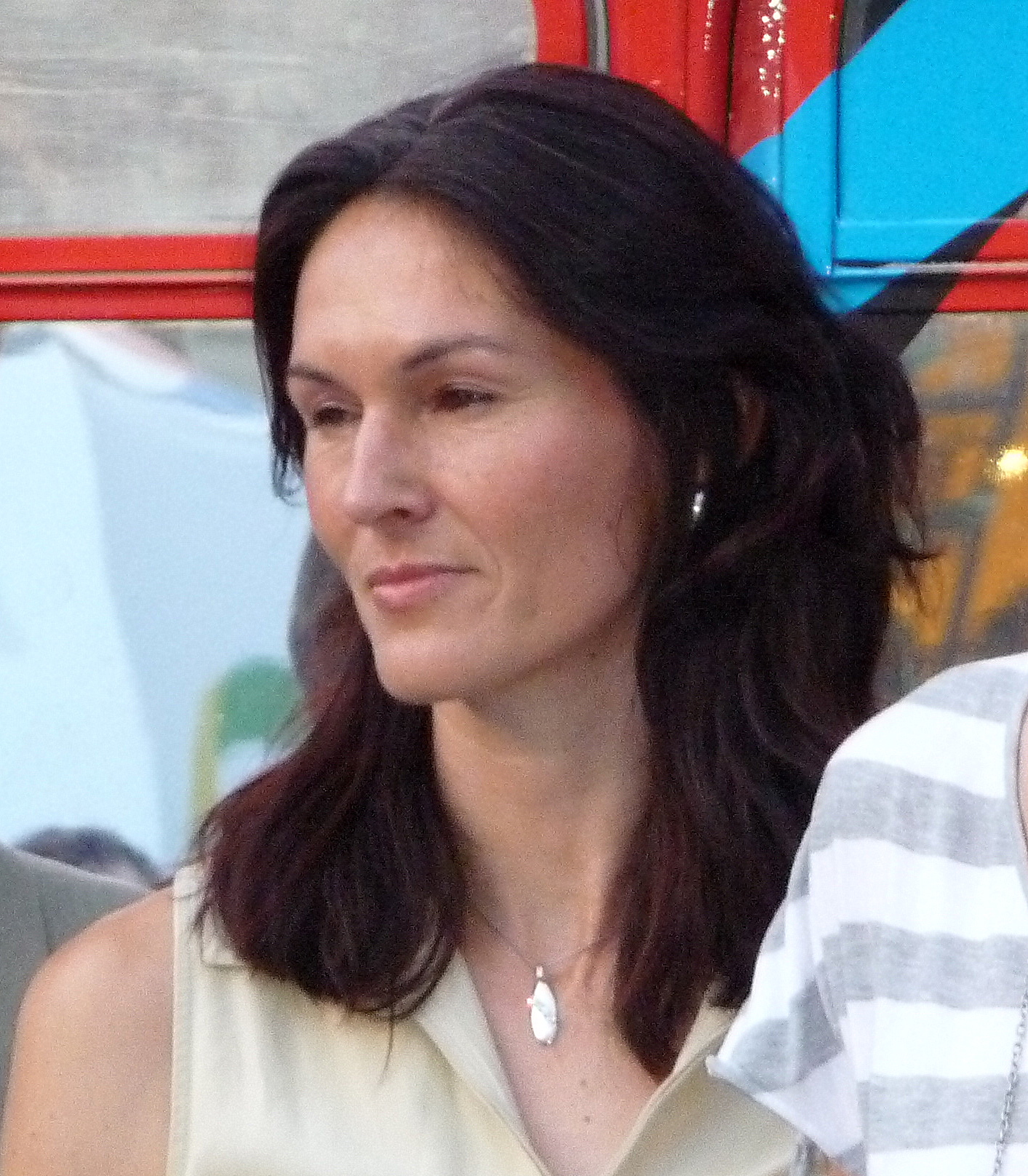
Šárka Kašpárková (auf dem Foto im Jahr 2011) kam auf den sechsten Platz – 1996 wurde sie Olympiadritte, 1997 Weltmeisterin und 1998 Vizeeuropameisterin
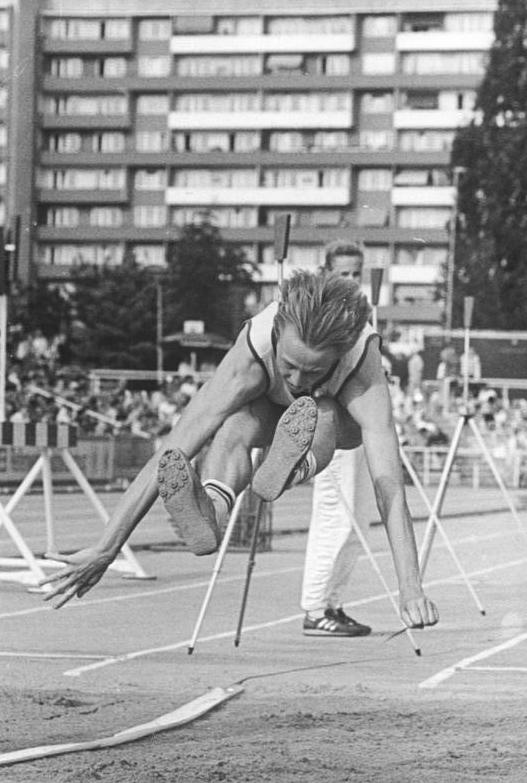
Die zweimalige EM-Dritte im Weitsprung (1986/1990) Helga Radtke belegte Rang acht

## Videolinks
- 4770 European Track & Field Triple Jump Women Inna Lasovskaya, youtube.com, abgerufen am 4. Januar 2023
- 4825 European Track & Field Medal Ceremony Triple Jump Women, youtube.com, abgerufen am 4. Januar 2023